# نیکولا پاسینی
نیکولا پاسینی (انگلیسی: Nicola Pasini؛ زادهٔ ۱۰ آوریل ۱۹۹۱) بازیکن فوتبال اهل ایتالیا است.
از باشگاه‌هایی که در آن بازی کرده‌است می‌توان به باشگاه فوتبال کارپی، باشگاه فوتبال اسپتزیا، باشگاه فوتبال ونتزیا، باشگاه فوتبال پیستویزه، و باشگاه فوتبال جنوآ اشاره کرد.
وی همچنین در تیم‌های ملی فوتبال زیر ۱۷ سال ایتالیا و زیر ۲۰ سال ایتالیا بازی کرده‌است.